# Юрий Мамлеев
Юрий Виталиевич Мамлеев (на руски: Ю́рий Вита́льевич Мамле́ев) е съвременен руски писател, драматург, поет и философ.
Член е на американския, френския и руския ПЕН клуб, на Съюза на писателите в Русия, а също и на Съюза на литераторите и Съюза на драматурзите в Русия. Лауреат на наградата на името на Андрей Бели (1991). Основател на литературното течение „метафизически реализъм“ и на философската доктрина „Вечна Русия“.

## Биография
Юрий Мамлеев е роден на 11 декември 1931 г. в Москва. През 1956 г. завършва Московския лесотехнически институт и получава диплома за инженер.
От 1957 до 1974 г. преподава математика във вечерни училища. Но през цялото време неговите разкази, романи и философски есета се разпространяват в самиздатски списания, тъй като в съветските издателства отказват да публикуват ръкописите му. В неговата квартира през 60-те години се събират много от лицата на „неофициалната култура“ на епохата. Сред тях са поети и художници като Леонид Губанов, Хенрих Сапгир, Лев Кропивницки, Александър Харитонов, Венедикт Ерофеев.
През 1974 г. заедно със съпругата си Мария емигрира в САЩ, където преподава в Университета „Корнел“. През 1983 г. се преселва в Париж, Франция, където преподава руска литература и език в Медонския институт за руска култура, а след това и в Института за източни цивилизации в Париж. В периода на принудителна емиграция неговите произведения са преведени на европейските езици. В парижко литературно списание през 1986 г. специалистът по творчеството на Фьодор Достоевски Жак Като пише за Мамлеев като за достоен наследник на Николай Гогол и Достоевски.
В началото на 1990-те години е един от първите емигранти, които се завръщат в Русия. Книгите му започват да излизат в големи тиражи в различни издателства. От началото на 1990-те години до 2008 г. излизат общо 27 негови книги. Пиеси на Мамлеев се поставят в Русия и на фестивала в Грац, Австрия.
Ангажиран е и с обществена работа: член е на Комисията по връщането на гражданство при Президента на Руската федерация.
Между 1994 и 1999 г. като индолог преподава индийска философия във философския факултет на Московския университет.
Умира на 25 октомври 2015 г.

## Творчество
Създател е на ново литературно течение, което нарича метафизически реализъм. Неговите основания са изложени в главата „Метафизика и изкуство“ на книгата му „Съдбата на битието“.
Основните му философски трудове са „Съдбата на битието“ (отпечатана в списание „Вопросы философии“ книжки 10 и 11 за 1993 г.) и „Вечната Русия“. В „Съдбата на битието“ обосновава собственото си философско учение. Като индолог той тръгва от някои положения на Ведантата, но ги развива далеч отвъд нея. В книгата „Вечната Русия“ изследва дълбините на руската култура и дух.
През 2012 г. „Съдбата на битието“ е издаден на френски език.

## Признание и награди
Носител е на наградата „Андрей Бели“ (1991).
През 2000 г. получава Пушкинската награда на Фонд „Тьопфер“ (Германия). Лауреат е също на наградата „Словесность“ на Съюза на литераторите (2008) и на наградата „Нонконформизъм“ (2014).